# خيرمان كيروغا
خيرمان كيروغا (بالإسبانية: Germán Quiroga)‏ هو سائق سباق مكسيكي، ولد في 29 مايو 1980 في مدينة مكسيكو في المكسيك.

## وصلات خارجية
- الموقع الرسمي
- خيرمان كيروغا على موقع Racing-Reference.info (الإنجليزية)
- خيرمان كيروغا على موقع DriverDB.com (الإنجليزية)